# 岐舌國

圖出自《古今圖書集成·方輿彙編·邊裔典·第一百七卷》

岐舌國，又稱作支舌國、反舌國，是《淮南子》所記海外三十六國之一，其民稱作反舌民，其人舌頭倒著生，舌根在唇邊，舌尖向喉嚨生，他們說話只有自己能懂。在《山海經·海外南經》與《鏡花緣》中有所記載。